# NGC 710
NGC 710 là một thiên hà cách Trái Đất 260 triệu năm ánh sáng thuộc chòm sao Tiên Nữ. Nó khám phá bởi Bindon Blood Stoney vào tháng 10 năm 1850.